# Константин Асимиадис
Константин (на гръцки: Κωνσταντίνος, Константинос) е гръцки духовник, никомидийски (1910) и последен мелнишки митрополит (1912 – 1913).

## Биография
Роден е със светското име Асимиадис (Ασημιάδης) в тракийското градче Галиполи (Калиполи) в 1872 година. Завършва семинарията на Халки в 1902 година. Бързо се издига в църковната йерархия и достига до протосингел. Служи като архидякон в Никомидийската митрополия при митрополит Филотей Никомидийски (1833 – 1917).
На 6 април 1908 година в храма „Свети Василий“ в Никомидия е ръкоположен за хариуполски епископ, викарий на Никомидийската митрополия. Ръкополагането е извършено от митрополит Филотей Никомидийски, в съслужение с митрополит Йоаким Костурски и бившия митрополит Поликарп Дебърски. След оставката на митрополит Филотей Никомидийски, се установява в Цариград. На 10 януари 1912 година Светият Синод в Цариград го избира за мелнишки митрополит. За две години работи за утвърждаване на гърцизма в епархията си и против българското просветно и църковно дело.
По време на Междусъюзническата война е главен ръководител на гръцките репресии срещу българската власт и население във Валовища. На 25 юни 1913 година е арестуван от български части, измъчван, убит и хвърлен в яма с вар. Заедно с него е убит и гъркоманският първенец Томас Папахаризану.
Във Валовища е издигнат негов бюст на централния площад.